# Mike Sexton
Michael Richard Sexton, meglio noto come Mike Sexton (Shelby, 22 settembre 1947 – Las Vegas, 6 settembre 2020), è stato un giocatore di poker statunitense.
Dal 2009 faceva parte del Poker Hall of Fame.
Sexton vinse un braccialetto delle WSOP, conquistato nel 1989 nel $1.500 Seven Card Stud Split. Inoltre centrò 47 piazzamenti a premi WSOP (l'ultimo nel 2011, nel $1.500 Seven Card Stud Hi-Low-8 or Better).
Nel 2006 conquistò il World Series of Poker Tournament of Champions, aggiudicandosi la cifra di 1.000.000 $.
È scomparso nel 2020 all'età di 72 anni a seguito di un tumore alla prostata.